# Shamsul Maidin
Shamsul Maidin (ur. 16 kwietnia 1966 w Singapurze) – piłkarski sędzia międzynarodowy.

## Kariera
Oficjalnie międzynarodowym sędzią piłkarskim został 1 stycznia 1996. Zadebiutował 7 grudnia 1996 w meczu Korea Południowa – Indonezja podczas Pucharu Azji 1996.
Później sędziował podczas Pucharu Azji 2000 oraz 2004, a także podczas Mistrzostw Świata Juniorów w latach 2001 i 2003. Sędziował też trzy mecze podczas Pucharu Narodów Afryki 2006 (był tam jedynym sędzią spoza Afryki) oraz trzy podczas Pucharu Konfederacji 2005. Tam, sędziując mecz Australia – Argentyna (2:4) wywołał sporo kontrowersji w australijskiej prasie, jakoby był stronniczy i sprzyjał Argentyńczykom.
W ciągu całej swej kariery Maidin zdobył wiele prestiżowych nagród, m.in. Nagrodę Sędziego Roku w Singapurze w latach 1997, 1998, 1999 i 2001 oraz Nagrodę Sędziego Roku przyznaną mu przez AFC w 2005 – Maidin jest pierwszym Singapurczykiem który otrzymał to wyróżnienie.

## Mistrzostwa Świata 2006
W 2006 Shamsul Maidin został wybrany przez FIFA do sędziowania na mundialu 2006 jako drugi – obok Tōru Kamikawa z Japonii – sędzia z Azji. Sędziował tam min. mecz Polska – Kostaryka (2:1), który był 40. meczem w jego karierze.
Poniżej znajduje się pełna lista meczów, które sędziował Maidin:
|  | Korea Poł. Indonezja Kirgistan Katar Japonia Chiny Iran Ghana Jamajka Finlandia Argentyna Angola Uzbekistan Chiny Paragwaj Anglia Słowacja Tadżykistan Korea Poł. ZEA Korea Poł. Chiny Bahrajn Palestyna Irak Korea Poł. Iran Brazylia Australia Japonia Bahrajn Wyspy Salomona Nigeria Libia Tunezja Trynidad i Tobago Meksyk Polska |  | 4 : 2 8 : 0 0 : 7 1 : 1 8 : 1 0 : 0 3 : 1 2 : 3 0 : 2 2 : 1 0 : 1 1 : 2 5 : 1 0 : 2 2 : 1 1 : 0 1 : 3 0 : 1 1 : 0 0 : 0 0 : 0 0 : 2 4 : 0 3 : 0 3 : 3 0 : 3 1 : 2 2 : 0 2 : 1 3 : 0 2 : 4 2 : 2 2 : 3 1 : 2 1 : 0 1 : 2 0 : 3 0 : 0 0 : 0 2 : 1 |  | Indonezja Kambodża Iran Uzbekistan Kuwejt Katar Japonia Francja Paragwaj Finlandia Egipt Jamajka Holandia Katar Oman USA Egipt Panama Bahrajn Jordania Korea Poł. Kuwejt Irak Japonia Uzbekistan Kuwejt Japonia Grecja Argentyna Brazylia Korea Pół. Australia Ghana WKS Gwinea Szwecja Angola Kostaryka |  | 7 XII 1996 6 IV 1997 4 VI 1997 14 X 2000 17 X 2000 19 X 2000 23 X 2000 26 X 2000 18 VI 2001 18 VI 2001 20 VI 2001 23 VI 2001 23 VI 2001 28 VI 2001 26 VIII 2001 7 X 2001 29 XI 2003 2 XII 2003 4 XII 2003 31 III 2004 9 VII 2004 23 VII 2004 27 VII 2004 30 VII 2004 3 VIII 2004 8 IX 2004 13 X 2004 9 II 2005 15 III 2005 16 VI 2005 18 VI 2005 22 VI 2005 17 VIII 2005 6 IX 2005 23 I 2006 24 I 2006 30 I 2006 10 VI 2006 16 VI 2006 20 VI 2006 |  | Puchar Azji 1996 Eliminacje AFC do mundialu 1998 Eliminacje AFC do mundialu 1998 Puchar Azji 2000 MŚ Juniorów 2001 MŚ Juniorów 2001 MŚ Juniorów 2001 MŚ Juniorów 2001 MŚ Juniorów 2001 MŚ Juniorów 2001 Eliminacje AFC do mundialu 2002 Eliminacje AFC do mundialu 2002 MŚ Juniorów 2003 MŚ Juniorów 2003 MŚ Juniorów 2003 Eliminacje AFC do mundialu 2006 Puchar Azji 2004 Eliminacje AFC do mundialu 2006 Eliminacje AFC do mundialu 2006 Eliminacje AFC do mundialu 2006 Eliminacje AFC do mundialu 2006 Puchar Konfederacji 2005 Eliminacje AFC do mundialu 2006 Eliminacje OFC do mundialu 2006 Puchar Narodów Afryki 2006 Mundial 2006 |